# جون تشو
جون شو (بالإنجليزية: John Cho)‏ ممثل أمريكي من مواليد 16 يونيو 1972.

## مواقع خارجية
- جون تشو على موقع IMDb (الإنجليزية)
- جون تشو على موقع روتن توميتوز (الإنجليزية)
- جون تشو على موقع قاعدة بيانات الأفلام العربية
- جون تشو على موقع ألو سيني (الفرنسية)
- جون تشو على موقع ميوزك برينز (الإنجليزية)
- جون تشو على موقع تيرنر كلاسيك موفيز (الإنجليزية)
- جون تشو على موقع أول موفي (الإنجليزية)
- جون تشو على موقع قاعدة بيانات الأفلام السويدية (السويدية)
- جون تشو على موقع إن إن دي بي (الإنجليزية)
- جون تشو على موقع قاعدة بيانات الفيلم (الإنجليزية)